# Ahlden (Adelsgeschlecht)

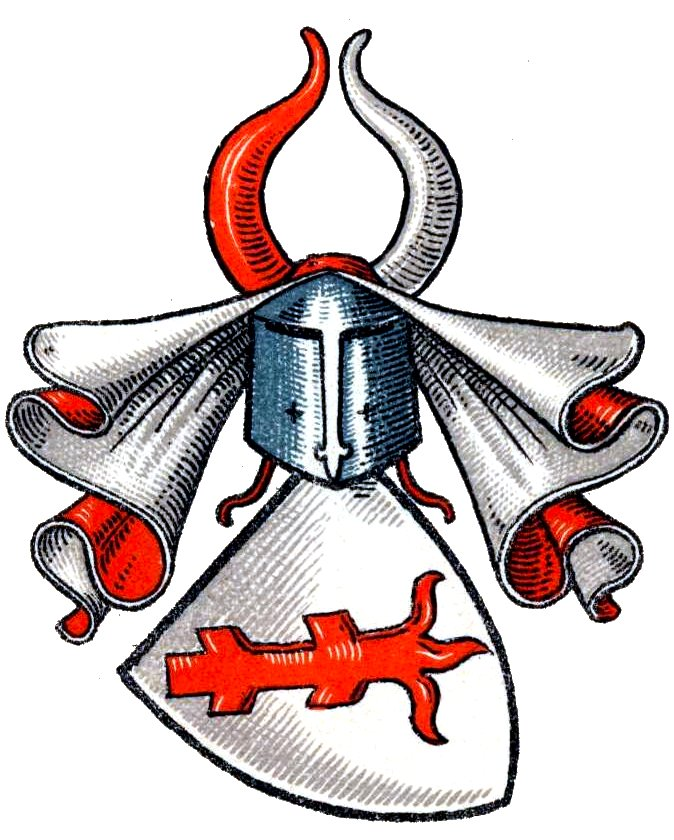
Stammwappen derer von Ahlden im Wappenbuch des Westfälischen Adels

Die Herren von Ahlden waren ein lüneburgisches, aus Ahlden (Aller) im Landkreis Heidekreis in Niedersachsen stammendes Adelsgeschlecht.

## Geschichte
Das Stammhaus der Familie war die heute Bunkenburg genannte Burg an der Aller gegenüber von Ahlden. Im Streit mit dem Hochstift Minden und den Welfen verloren die Herren von Ahlden 1431 die Burg, die Vogtei und ihre Güter. Dies war die Konsequenz daraus, dass sie ihr Versprechen gebrochen hatten, keine Fehde und keine Raubzüge mehr zu unternehmen. Sie blieben aber in der Gegend ansässig, u. a. auf Gut Böhme. Ein Heinrich von Ahlden gehörte 1595 zur Mindenschen Ritterschaft. Später gehörten mehrere Familienmitglieder dem Mindener Domkapitel an. Das Geschlecht erlosch im Februar 1762 mit dem Rittmeister von Ahlden auf Fulde und Südkampen.

## Wappen
Blasonierung: In Silber ein schrägrechts gelegter rot-gestümmelter Baumstamm mit ausgerissener Wurzel, oben und unten mit je zwei Ästen. Auf dem Helm ein rotes und ein silbernes Büffelhorn. Die Helmdecken in Rot und Weiß.